# Kanga
Kanga egy kitalált szereplő, egy kenguru Alan Alexander Milne angol író Micimackó című meséjében. Kanga mint a gondoskodó jószívű anyuka tökéletesen tölti be a szerepét. Nagy odaadással vigyáz a Százholdas pagony minden lakójára. Szívesen ad anyai tanácsokat és ennivalót, bárkinek aki kér. Gyermeke, a kis Zsebibaba nagyon eleven, így aggódásból is bőven jár ki neki, főleg hogy Zsebibaba legjobb barátja Tigris, aki nem túl felelősségteljes karakter.
Kanga szeret mindent tisztán tartani, dolgokat számolni és rendszerezni. Milne meséjének VII. fejezetében érkezik meg Kanga gyermekével. Szerepel a VIII. fejezetben is, megemlítik a IX. fejezetben, majd újra feltűnik a X. fejezetben. A Micimackó kuckójában a II., IV., VII., IX. és X. fejezetekben szerepel és több fejezetben is megemlítik. Ő az egyetlen női szereplő Milne Micimackó-univerzumában.